# Carl Stål
Carl Stål (Karlberg Castle, 21 marzo 1833 – Frösundavik, 13 giugno 1878) è stato un entomologo svedese.
Iscrittosi alla Università di Uppsala nel 1853, compì gli studi di medicina laureandosi nel 1857. Successivamente si dedicò alla entomologia completando il suo Ph.D alla Università di Jena nel 1859. Nello stesso anno divenne assistente di Carl Henrik Boheman nel dipartimento di zoologia del Museo svedese di storia naturale di Stoccolma, dove, nel 1867, fu nominato curatore con il titolo di professore. 
Compì diversi viaggi in Svezia ed in Europa e studiò la collezione entomologica di Johan Christian Fabricius a Kiel.
Stål è stato considerato una delle massime autorità nel campo degli Emitteri,  ma ha compiuto studi anche sugli Ortotteri e, in misura minore, sui Coleotteri e gli Imenotteri.
| Stål è l'abbreviazione standard utilizzata per le specie animali descritte da Carl Stål. Categoria:Taxa classificati da Carl Stål |